# Challenger de Todi 2015
El torneo Distal & ITR Group Tennis Cup 2015 es un torneo profesional de tenis. Pertenece al ATP Challenger Series 2015. Se disputará su ª edición sobre superficie tierra batida, en Todi, Italia entre el 6 al el 11 de julio de 2015.

## Jugadores participantes del cuadro de individuales
| Favorito | País                    | Jugador            | Rank1 | Posición en el torneo |
| -------- | ----------------------- | ------------------ | ----- | --------------------- |
| 1        | Bandera del Reino Unido | Aljaž Bedene       | 75    | CAMPEÓN               |
| 2        | Bandera de Serbia       | Dušan Lajović      | 86    | Primera ronda         |
| 3        | Bandera de Eslovenia    | Blaž Rola          | 93    | Primera ronda         |
| 4        | Bandera de Francia      | Lucas Pouille      | 96    | Segunda ronda         |
| 5        | Bandera de Bélgica      | Kimmer Coppejans   | 97    | Primera ronda         |
| 6        | Bandera de Colombia     | Alejandro González | 104   | Cuartos de final      |
| 7        | Bandera de Italia       | Luca Vanni         | 113   | Primera ronda         |
| 8        | Bandera de Argentina    | Máximo González    | 115   | Primera ronda         |

- 1 Se ha tomado en cuenta el ranking del 29 de junio de 2015.

### Otros participantes
Los siguientes jugadores recibieron una invitación (wild card), por lo tanto ingresan directamente al cuadro principal (WC):
- Federico Gaio
- Gianluca Mager
- Andrea Arnaboldi

Los siguientes jugadores ingresan al cuadro principal tras disputar el cuadro clasificatorio (Q):
- Lorenzo Giustino
- Matteo Donati
- Stéphane Robert
- Frederico Ferreira Silva

## Campeones

### Individual Masculino
- Aljaž Bedene derrotó en la final a  Nicolás Kicker, 7–6(3), 6–4

### Dobles Masculino
- Flavio Cipolla /  Máximo González derrotaron en la final a  Andreas Beck /  Peter Gojowczyk, 6–4, 6–1